# Одесский кабельный завод
ПАО "Одесский кабельный завод «Одескабель» (укр. ПАТ «Одеський кабельний завод «Одескабель») — промышленное предприятие в Одессе.
Входит в объединение «Укрэлектрокабель», объединяющее производителей кабельно-проводниковой продукции Украины.

## История

### 1949—1991
Завод был создан 9 апреля 1949 года на базе мастерских по изготовлению шнуров слабого тока, первой продукцией являлись электрошнуры и телефонные провода. В дальнейшем, вошёл в число ведущих предприятий города.
В 1960е на предприятии была внедрена автоматизированная система управления технологическим процессом, в это время основной продукцией предприятия являлись кабели для городских телефонных сетей и радиочастотные кабели.
В конце 1970х завод освоил выпуск телефонных кабелей с числом пар 1200, в 1980е начал освоение производства волоконно-оптического кабеля.
В 1986—1990 годы завод был модернизирован (что позволило повысить конкурентоспособность в 1990е годы).

### После 1991
В 1994 году американская компания AT&T создала совместное предприятие с Одесским кабельным заводом, однако оно так и не приступило к работе из-за отсутствия необходимого объема заказов.
В июле 1995 года Кабинет министров Украины включил завод в перечень предприятий, подлежащих приватизации в течение 1995 года, в 1996 году завод был зарегистрирован как открытое акционерное общество.
В августе 1997 года завод был включён в перечень предприятий, имеющих стратегическое значение для экономики и безопасности Украины.
В августе 1999 года Кабинет министров Украины принял решение о продаже остававшихся в государственной собственности акций предприятия.
С 2009 года завод производит нагревательные кабели для электроотопления (в том числе, для обогрева футбольных полей, кровель и дорожных покрытий).
По состоянию на 2013 год, завод входил в число ведущих предприятий Одессы, основной продукцией предприятия являлась медная проволока-катанка, электропровода, оптоволоконные кабели и LAN-кабели для цифровых систем передачи данных.

### 2001—2002 — инновации и заслуженное признание
2001 год запомнился запуском нового цеха по производству LAN-кабелей и бескислородной медной катанки.
В этом же году три ведущих специалиста завода удостоились Государственной премии Украины за комплекс исследовательско-конструкторских и технологических разработок по внедрению высоких технологий при производстве ВОК.
Чуть позже ПАО «Одескабель» внедрил систему качества ISO 9001 версии 2000 года.
Завод начинает оказывать поддержку детям из местных школ и детских домов, нуждающимся в госпиталях и домах престарелых, а также другим социально-незащищённым слоям населения.

### 2004 — система менеджмента по международным стандартам
Внедрена система менеджмента по международным стандартам:
- Система менеджмента окружающей среды по ISO 14001:1996.
- Система менеджмента промышленной безопасности по OHSAS 18001:1999.
- Система менеджмента социальной ответственности по SA 8000:2001.

### 2005—2008 — путь стремительного развития
Возобновилось сотрудничество с европейскими компаниями. Среди клиентов Tyco Electronics Polska Sp z.o.o. (Польша), British Telecom 21 Century Network, MILLER INDUSTRIAL INC. (Панама).
Введены в строй цеха по производству внутриобъектового ВОК и силовых кабелей напряжением до 1 кВ. Выполнено проектирование производственных линий и инвестирование в цифровые xDSL кабели последнего поколения.
В 2007 году телекоммуникационным компаниям была предложена последняя разработка предприятия — кабель цифровой (для модернизации телефонных сетей), который был запущен в производство.
Разработано и освоено новое направление — нагревательные кабели широкого спектра применения.

### 2009 — 60 лет ПАО «Одескабель»
К Юбилею завода приурочен выпуск силового кабеля напряжением до 10 кВ. Важен и тот факт, что собственная испытательная лаборатория предприятия получила государственную аккредитацию в НААУ.

### 2011 — новые достижения
Компания начинает производство нагревательных кабелей для тёплого пола, интерфейсного кабеля. Аттестована Госстандартом Украины и введена в эксплуатацию современная испытательная станция для силовых кабелей до 35 кВ. 

### 2012—2013 — движение по направлению к успеху
Завод расширяет географию поставок за счёт выхода на рынок ЕС (основным продуктом на экспорт является LAN-кабель).
Шахтные кабели связи от ПАО «Одескабель» прошли сертификацию в Государственном Макеевском научно-исследовательском институте по безопасности работ в горной промышленности, что сделало возможным их применение в подземных выработках шахт.
Ещё одним знаковым событием этих годов стало освоение производства комбинированного кабеля (ВОК+LAN) и огнестойких кабелей с изоляцией и оболочкой из специальных безгалогенных компаундов.
Завоёвана победа во Всеукраинском конкурсе качества продукции «100 лучших товаров Украины» в номинации «Продукция производственно-технического характера» Секция нагревательная WOKS 2013.

### 2014—2017 — наращивание оборотов
Выполнен очередной этап модернизации производственных мощностей цеха ВОК (установлены две современные производственные линии и усовершенствованы три уже имеющиеся).
Завод стал победителем 10-го Международного турнира по качеству стран ЦВЕ и 19-го Украинского национального конкурса качества.
Увеличены объёмы производства LAN кабелей и налажен выпуск новых видов ВОК.
В 2015 году введён в эксплуатацию складской логистический центр на 1300 палетомест. А годом позже завод запустил производство уникального кабеля на номинальное напряжение 10 кВ с особо крупным сечением токопроводящей жилы 800 мм2.
В 2016 году прошел ресертификационный аудит СМК по новой версии международного стандарта ISO 9001:2015.
Начало производства ВОК предназначенного для прокладки методом микрозадувки.
Идёт расширение географии поставок, и переориентация рынков сбыта с СНГ на страны Европы.

### 2018 г — европейское качество
В 2018 г. на ПАО "Одесский кабельный завод «Одескабель» состоялся запуск нового производственного комплекса для выпуска современных LAN-кабелей, что позволило предприятию увеличить объем выпускаемой продукции. Новый комплекс состоит из немецкого и французского производственного оборудования, что позволяет выпускать кабель, соответствующий всем нормам международных стандартов.
В рамках Международного форума устойчивой энергетики SEF 2018 в Киеве, на торжественной церемонии SEF AWARDS 2018, ПАО «Одескабель» был награжден за лучший местный продукт устойчивой энергетики Восточной Европы.

### 2019 — 70 лет ПАО «Одескабель»
Публичное акционерное общество "Одесский кабельный завод «Одескабель» делает упор на качестве выпускаемой продукции и конкурентных ценах, модернизации и расширении производства, высококвалифицированных кадрах и организации управления по мировым стандартам. Такой вектор развития компании позволяет заводу по праву быть лидером не только в своей отрасли, но и одним из образцовых предприятий страны.